# Elsiepriset
Elsiepriset är ett svenskt litteraturpris instiftat 2022 av Studiefrämjandet. Priset är uppkallat efter författaren Elsie Johansson och tilldelas en författare i Uppsala län som skriver i hennes anda. Prissumman är på 20 000 kronor och delas ut årligen i samarbete med Litteraturcentrum i Uppsala län på Elsie Johanssons födelsedag 1 maj.

## Pristagare
- 2022 – Åke Smedberg[1]
- 2023 – Katarina Kieri[1]
- 2024 – Krister Gustavsson[1]